# Nikoloz Tskitishvili
Nikoloz Tskitishvili (Tbilisi, 14 de abril de 1983) é um ex-jogador georgiano de basquete profissional que atuou na  National Basketball Association (NBA). Foi o número 5 do Draft de 2002.